# Sawieljewka (obwód amurski)
Sawieljewka (ros. Савельевка) – wieś (ros. seło) w południowo-wschodniej Rosji, terytorialnie i administracyjnie należąca do rejonu biełogorskiego, w obwodzie amurskim. 
Według danych statystycznych z 2016 roku wieś Sawelijewka zamieszkiwało 113 mieszkańców. 